# Total Science
Total Science is een Drum and Bass-muziekgroep uit Oxford, Engeland. Het duo bestaat uit Jason Greenhalgh (Q Project) en Paul Smith (Spinback).
Greenhalgh en Smith  ontmoetten elkaar in 1987 toen ze bij elkaar in de buurt woonden. Ze deelden hun liefde voor hiphop. Greenhalgh ging als eerste de studio in. In 1992 kwam zijn debuut-ep als Q Project uit. Zijn plaat Champion Sound uit 1993 werd een jungleklassieker.

In 1994 gaan Greenhalgh en Smith samen muziek maken onder de naam Funky Technicians. In 1996 wijzigde de naam in Total Science en richtte het duo een eigen platenlabel op, C.I.A. (Computer Integrated Audio). Na zeventien 12-inches kwam in 2000 het debuutalbum Advance uit. Ook daarna bleef het een productief duo, terwijl Greenhalgh solo als Q Project ook nog tientallen releases op zijn naam heeft staan.